# شکر (ترانه سیستم آو ا داون)
«شِکَر» (به انگلیسی: Sugar) تک‌آهنگی از گروه موسیقی پراگرسیو متال سیستم آو ا داون است که در سال ۱۹۹۹ میلادی منتشر شد.